# Ветала

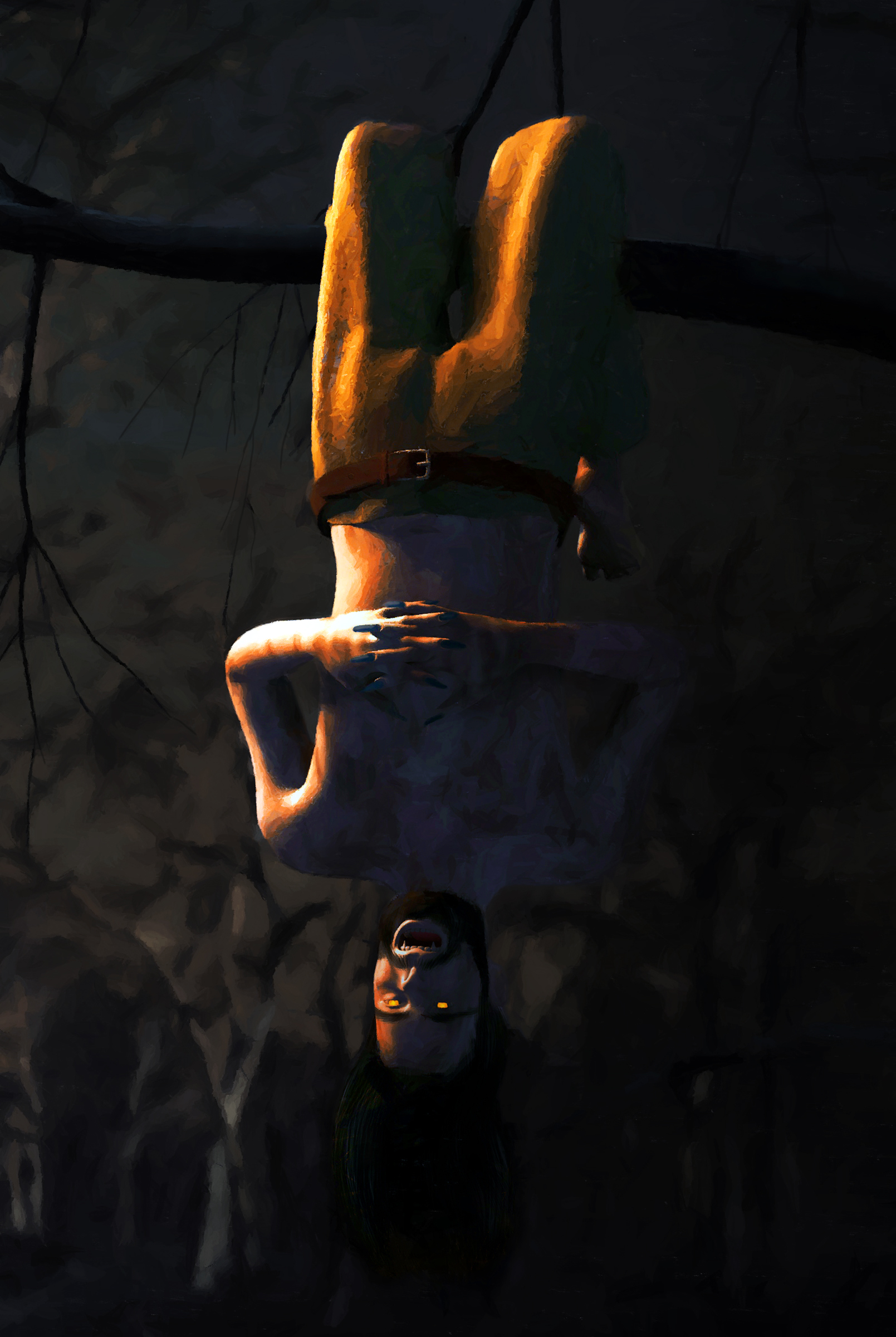
Ветала висить на дереві

Вета́ла (санскрит: वेताल vetāla) — в індуїстській міфології, людський труп, одержимий однойменним духом. Ветала шкодить людям, п'є їхню кров, але водночас має дуже багаті знання, які в нього можна вивідати.

## Образ і заняття
Духи ветали мешкають на цвинтарях, у лісах, занедбаних місцях, де вселяються в мерців. Цей дух виникає щоразу, коли за померлою дитиною не справляється належний поховальний ритуал. Чекаючи настання ночі, ветала висить на дереві догори ногами. Одержимий труп не розкладається, поки ветала п'є людську кров. Руки та ноги одержимого трупа вивертаються назад, виростають довгі отруйні нігті, а обличчя стає схоже на морду кажана. Шкіра ветали зеленкувата, коричнева чи біла.
Ветала проникає вночі до будинків, щоб пити кров у людей, поки вони сплять. Для проникнення в житла істота спускає крізь димар чарівну нитку. Також може їздити на зеленому коні та переслідувати п'яних, божевільних або дітей. Хто переживе зустріч з веталою, божеволіє чи на якийсь час слабне. Щоб позбутися ветали, потрібно було відшукати труп дитини, що спричинив появу духа, та поховати його згідно з ритуалами.
Оскільки ветали перебувають між життям і смертю, вони не підкоряються законам простору та часу. Завдяки цьому вони мають знання про минуле, сьогодення та майбутнє, а також глибоке розуміння людської природи.
Інші назви ветали: байтал, байтала, бетал, бхут.

## У літературі
«Оповідки ветали» — це збірка оповідань, яка входить до «Океану сказань». У ній чаклун попросив царя Вікрамадітью схопити веталу, щоб звільнити з його допомогою народ напівбогів відьядгарів. Насправді ж чаклун хотів піднести царя веталі в жертву, а взамін отримати таємні знання. Не знаючи про його наміри, цар погодився принести веталу, що висів на дереві посеред кладовища. Обов'язковою умовою цього було мовчати. Щоразу, коли Вікрамадітья хапав веталу, той починав розповідь, яка закінчувалася запитанням. Згідно царського статусу, Вікрамадітья мусив на неї відповісти. Тому ветала щоразу знову опинявся на дереві, а Вікрамадітьї доводилося починати заново. Так повторювалося 26 разів. Нарешті ветала, впевнившись у доблесті царя, розповів йому чого насправді хоче чаклун, і порадив як лиходія можна вбити.
У збірці «Панчатантра» є історія про те, як мудрець Васішта розповідає Рамі історію про веталу, що крав уночі їжу та пиття, призначені в жертву богам. Йдучи в інше місто, ветала зустрів царя, що оглядав свої володіння. Ветала став погрожувати цареві, що з'їсть його. Той поклявся не дозволити веталі нашкодити ще будь-якому з його підданих. Ветала погодився не робити шкоди, якщо цар правильно відповість на шість запитань, а інакше ветала його з'їсть. Відповіді царя просвітили веталу і той повернувся в свій ліс, де став медитувати і врешті отримав звільнення від карми.

## У масовій культурі

### Кіно й телебачення
- «Вікрам Ветал» (1986) — індійський фентезійний фільм 1986 року режисера Шантілала Соні, заснований на оповіді про короля Вікрамадітью та Веталу.
- «Вікрам аур Бетал» (1985—1986) — індійський телесеріал, заснований на «Оповідках ветали».
- «Вікрам Бетал Кі Рахасья Гатха» (2018) — індійський телесеріал, заснований на «Оповідках ветали».
- «Вікрам Бетал» (2004) — телевізійний анімаційний фільм для Cartoon Network.
- «Вікі та Ветаал» (2006—2007) і «Вікі аур Ветаал» (2015—2016) — телесеріали про надприродне, які транслювалися на Disney Channel India, де ветала був серед головних персонажів.
- Ветала показаний у серіалі «Надприродне», сезон 7, епізод 11 «Пригоди няні» (2012).
- Неодноразоао ветали фігурують у серіалі «Сонна лощина» (2013—2017), де ними стають люди, що потрапили під вплив статуї богині Калі.
- У серіалі «Джекіл і Гайд» (2015) ватали — це трупи, оживлені лиходієм Капітаном Танцем і перетворені на його рабів.
- Вебсеріал «Ветала» (2009) показує істот індуїстської міфології в сучасному світі, з-поміж них і ветал.
- Індійський мінісеріал жахів про зомбі «Бетаал» (2020) зображає появу ветал, які з'являються під впливом зачарованої статуї.

### Відеоігри
- У відеогрі «Відьмак» (2007) є здатне говорити та мислити чудовисько на ім'я Ветала. Протагоніст гри може вбити його, а може лишити живим, оскільки Ветала виправдовує своє існування.